# Elatostema divaricatum
Elatostema divaricatum là loài thực vật có hoa trong họ Tầm ma. Loài này được (Gaudich.) Fosberg mô tả khoa học đầu tiên năm 1980.